# Buruhoningvogel
De buruhoningvogel (Dicaeum erythrothorax) is een zangvogel uit de familie
Dicaeidae (bastaardhoningvogels).

## Verspreiding en leefgebied
Deze soort is endemisch op het eiland Buru.